# Інститут іоносфери (Казахстан)
Інститут іоносфери (каз. Ионосфера институты) — наукова установа в Казахстані в місті Алма-Аті в системі Національної академії наук Казахстану. Належав до відділення фізико-математичних наук НАН Республіки Казахстан.
Інститут іоносфери було створено 1983 року на базі Сектору іоносфери (створений 1961) при Президії АН Казахстану. У складі Інституту іоносфери є три науково-дослідні лабораторії (лабораторія активних впливів, лабораторія хвильових процесів в іоносфері та лабораторія фізики геокосмічних зв'язків) і три комплексні магнітно-іоносферні станції (поблизу Алмати, в 70 км від Караганди, в Кизилординській області юіля селища Айтеке-бі).
Основні напрями науково-дослідних робіт Інституту іоносфери: виявлення емпіричних закономірностей у взаємозв'язку сейсмічних та фізичних процесів у навколоземному просторі; вивчення ролі метеорологічних процесів у формуванні F-шару іоносфери (шару найвищої іонізації) при різному ступені сонячної активності та структурних особливостей хвильових завихрень; дослідження динаміки зв'язків нестаціонарних іоносферних утворень із сонячними та навколоземними процесами на основі даних прямого та іоносферного зондування; виявлення енергетичних критеріїв механізму впливу сонячної радіації на атмосферні динамічні процеси; визначення просторово-часових характеристик варіацій потоків космічних променів під впливом процесів у навколоземному просторі та ін.
Інститут проводить дослідження у тісній співпраці з науковими установами Росії, Великої Британії, Канади, Франції, Індії, Чехії та інших країн.
Вчені Інституту іоносфери брали участь у розробці та реалізації програм науково-дослідних робіт на борту орбітальної космічної станції «Мир».